# 貓騙
貓騙，是日本相撲比賽中一個非常規奇襲戰法。
兩個力士在立合（開始）之後，一方在對手面前擊掌使對手暫時失神閉眼，取得優勢。
但使用這種技術也是一場賭博：如果它失敗，它使得對手的攻擊更加容易。很多有名力士也曾使用此戰術，如白鵬(通常使用這種戰法的是身高體重懸殊的矮小力士)。